# Tromba Trem
Tromba Trem é uma série de desenho animado brasileira criada por Zé Brandão, e produzida pela Copa Studio. Teve sua origem como uma candidata ao concurso Anima TV realizado em 2010, um programa do Governo Brasileiro estimulando a produção de séries de animação no Brasil. Ao final se tornou um dos vencedores junto de Carrapatos e Catapultas.
Sua 1ª temporada estreou em 7 de abril de 2011 nos canais TV Brasil e TV Cultura, posteriormente estreando pela Cartoon Network em fevereiro de 2012, e em julho de 2013 pelo Tooncast com transmissão por grande parte da América Latina. No dia 4 de maio de 2014, recebeu sua 2ª temporada com um novo estilo de animação.
Nos demais países a série é licenciada pela distribuidora britânica Cake Entertainment com o título em inglês Trunk Train. A 3ª temporada é atualmente apresentada pelo Cartoon Network desde 5 de setembro de 2016.

## Sinopse
Uma turma de animais composta por Gajah, um elefante-indiano que após um acidente perdeu a memória, indo parar no Cerrado brasileiro, onde conhece Duda, uma tamanduá vegetariana que se torna amiga dele e uma colônia de cupins, cuja rainha acredita ser de outro planeta. Eles viajam num trem a vapor pela América do Sul, atrás de um misterioso dirigível, que a Rainha Cupim acredita ser a “nave-mãe”, que levará sua colônia de volta a seu planeta de origem. A cada episódio eles conhecem um novo lugar e novos personagens.

## Dublagem
| Personagem | Voz original        |
| --- | ------------------- |
| Gajah, Vlad, Soldado 43, Cupim Guia                                                                             | Roberto Rodrigues   |
| Duda, Mãe Rainha, Bela, Jacarina                                                                                | Maíra Kesten        |
| Júnior, Hamster                                                                                                 | Hugo Souza          |
| Rainha Cupim (1ª temporada - ep. Ouvindo Vozes)                                                                 | Maria Regina Caldas |
| Rainha Cupim (ep. Ouvindo Vozes - 3ª temporada), Lady Draculaila                                                | Elisa Lucinda       |
| Capitão, Bode Antropólogo, Passarim Diretor, Lord Van Piro                                                      | Luca de Castro      |
| Mestre Urubu, Marechal Cupim, Tio Zéfiro, Formikan (2ª temporada), Concierge, Lumens Ewald Filho (3ª temporada) | Beto Vandesteen     |
| Prima Cupim, Joana Kara                                                                                         | Zé Brandão          |
| Rainha Formiga                                                                                                  | Lola Borges         |
| Formikan (1ª temporada)                                                                                         | Marcelo Assumpção   |

Vozes adicionais: Sandro Menezes, Maurício Maia, Cristiano Marinho, Daniel Chagas, Marcelo Perin, Jansen Raveira, Gustavo Bartolomeu, Leo Brasil, Cláudio Amado, Débora Lamm, Thiago Frezz, Flávio Voigtel, Andrei Duarte, Jovan de Melo, Lena Franzz, Thiago Facina

## Personagens
- Gajah — Um jovem elefante indiano amarelo sem memória que quer voltar para seu país natal. Se perdeu após uma queda (possivelmente do dirigível) no meio do Cerrado, onde segue sua jornada no trem dos cupins ao lado da colônia e da tamanduá Duda. Sua principal função na viagem é a de abastecer o trem com água já que é o único que consegue transportá-la em grandes quantidades devido sua tromba. Está sempre usando um turbante que parece flutuar sobre sua cabeça. Sua voz é feita por Roberto Rodrigues.
- Eduarda Tamanduá Bandeira e Silva (Duda) — Uma tamanduá vegetariana e hiperativa. Sua cor é vermelha e usa óculos bem grossos. Ela se considera a melhor amiga de Gajah estando sempre ao lado dele mesmo quando ele não quer sua presença. É alegre e um tanto “infantil” para sua idade, além de sempre falar entusiasmada. Algumas vezes ela chega a perder o controle e até mesmo o apetite vegetariano (substituído por um apetite insetívoro), mas sempre volta ao normal. Sua voz é feita por Maíra Kesten.
- Rainha Cupim — A líder dos cupins. Mandona e autoritária, está sempre dando ordens e irritando os outros, principalmente o Gajah, por ser o responsável por manter o trem abastecido com água. Acredita que sua espécie veio de outro planeta. Para tanto, inicia uma perseguição com sua colônia a um dirigível, que ela acredita ser a “nave-mãe”, que levará sua colônia ao seu planeta de origem. O seu filho preferido é o Júnior. Sua voz é feita por Maria Regina.
- Capitão — É ele que comanda a segurança da colônia de cupins e pilota o trem. Muitas vezes demonstra ser tão arrogante quanto a Rainha, mas sempre se rende as ordens dela. Ele usa um tapa-olho e um chapéu de capitão. As maiores rivais de sua equipe são as formigas vermelhas. Sua voz é feita por Luca de Castro.
- Júnior — Filho inteligente da Rainha. Embora seja apenas um jovem cupim, é muito esperto e desenvolvido, a ponto de ser um cientista. Ele também é o que mais demonstra amizade com Gajah e ao contrário da Rainha e o resto da colônia, demonstra mais senso. Ele usa um par de óculos parecidos com os da Duda (só que menores), com uma argola em volta da boca (servindo como um aparelho de dentes) e um topete fazendo o estilo de um nerd. Sua voz é feita por Hugo Souza.
- Mestre Urubu — Um urubu roxo e sábio que serve como uma espécie de “guia espiritual” para Gajah, dando dicas e conselhos. Fala com um sotaque caipira, além de parecer não ter “bons modos" devido ao seu costume de acidentalmente soltar um “pum” quando ri. Sua voz é feita por Beto Vandesteen.

### Alguns personagens secundários
- Jacarina  — Uma jacaré dançarina que vive perto do rio Amazonas. Só aparece nos episódios Bela Banguela e Wasabi, além de fazer uma ponta em Ilhas Galápagos.
- Prima Minha (ou Prima Cupim na 3ª temporada) — Uma prima esnobe da Rainha Cupim. Só aparece no episódio de mesmo nome, mas faz uma aparição em Desengordamento, Taturana Show e O Mistério do Mingau.
- Formikan  — É o líder do exército de formigas e maior rival do Capitão. Só aparece em A Ilha de Búfalos, Inimizade Colorida, O Mistério do Mingau e Wasabi.
- Bruna Elisabete Loureiro de Albuquerque (Bela)  — A filha da Rainha Formiga, e a única formiga que se relaciona bem com seu contraparte cupim, Júnior. Só aparece no episódio em que sua mãe aparece, mas ganha mais aparições na 3ª temporada.
- Rainha Formiga  — A líder das formigas vermelhas e rival da Rainha Cupim. Só aparece no episódio Inimizade Colorida, mas aparece em outros episódios na 3ª temporada.
- Flea - O pulgão de estimação de Júnior. Fez suas aparições em Inimizade Colorida e em Criando Planta.
- Joana Kara - Uma joaninha repórter da revista Bicho Monarca. fez sua primeira aparição em Desengordamento, mas fez outras aparições em episódios como Máquinas Voadoras e O Mistério do Mingau.
- Lumens Ewald Filho - Um vaga-lume que é colega de trabalho de Joana Kara, no entanto, eles não aparecem juntos em todos os episódios.
- Zoiudinha - Uma coruja que é interesse amoroso do Mestre Urubu, porém não se sabe se eles estão mesmo em um relacionamento.
- Fábio Tamanduá - Um tamanduá apaixonado por Duda e por sua vez, interesse amoroso da Rainha Cupim, mesmo que os dois sejam inimigos naturais. Faz sua primeira aparição em Amor Predador.
- Roberto Cupim III - Um rei cupim que mora no mesmo sapo-cururu que engoliu a Rainha Cupim no episódio Na Boca do Sapo. Ele faz outra aparição em Carruagem Mística e Wasabi, fazendo dele o único personagem da 3ª temporada que volta da 1ª temporada, além de Hector Boa-Pinta.
- Hector Boa-Pinta - O ator principal da novela "Rédeas da Paixão" e ídolo de Duda e da Rainha Cupim. Uma ariranha levemente convencida que aprecia grandemente o teatro. Faz sua primeira aparição em Rédeas da Paixão, mas com Roberto, ganha alguns cameos na 3ª temporada.

### Personagens episódicos
- Sir Beagle - Um beagle naturalista fortemente inspirado em Charles Darwin, e como tal, tem inteligência comparável à de Júnior. Só aparece em Ilhas Galápagos.
- André Guerra - Um mico-leão dono de um instituto de artes, e o primeiro a dar notoriedade ao tão chamado "talento artístico" de Gajah. Só aparece em Sem Título.
- Tânia Taturana - Como o nome diz, uma taturana apresentadora do sensacionalista Taturana Show, que junto com sua equipe, tenta fazer a Rainha Cupim e Júnior brigarem para terem conteúdo relevante. Faz sua primeira e única aparição em Taturana Show.
- Mestre Escaravelho - Um escaravelho líder de insetos que povoaram a região "desértica" do trem. Apenas aparece em Deserto Esquecido.
- Lobinhos Max, Will, Rafa e Dani - Um quarteto de lobinhos escoteiros que se tornam breve responsabilidade de Gajah e Duda quando o trem acidentalmente atropela seu chefe. Aparecem apenas em Pelotão Lobinho.
- Chefe Lobinho - É o líder dos acima mencionados lobinhos. Ele é acidentalmente atropelado pelo trem enquanto ensinava os lobinhos a perceber a aproximação de um trem nos trilhos. Também aparece exclusivamente no mesmo episódio que os lobinhos.
- Família Morcego - Composta por Lady Draculaila, Lord Van Piro, Vlad, Tio Zéfiro e o filho caçula Ed, de quem Duda deve tomar conta em Vamp Duda.
- Ciro Campos - Paródia de Silvio Santos. Uma capivara que apresenta o show de talentos do episódio Rima Bolada.
- Rudinei Macaco - Um macaco-prego galego ilusionista que fala com um sotaque baiano e desafia Gajah a escapar da Caixa Chinesa do Terror após o elefante zombar de sua técnica. Só aparece em O Grande Rudinei, mas faz uma ponta em O Mistério de Meia-Treta.
- Manuel - Uma orca com sotaque português que brevemente ajuda Gajah a voltar à Índia, até que ele muda de ideia. Só aparece em Estação Fim do Mundo.

## Episódios
| Temporada | Temporada | Episódios | Exibição original     | Exibição original    |
| Temporada | Temporada | Episódios | Estreia de temporada  | Final de temporada   |
| --------- | --------- | --------- | --------------------- | -------------------- |
|           | 1         | 13        | 17 de abril de 2011   | 1 de abril de 2012   |
|           | 2         | 13        | 4 de maio de 2014     | 27 de julho de 2014  |
|           | 3         | 26        | 5 de setembro de 2016 | 7 de janeiro de 2017 |

## Filme
Em 2014 Zé Brandão confirmou que o roteiro de um filme baseado na série estava em desenvolvimento
O filme ganhou um teaser em 21 de outubro 2021, Tromba Trem: O Filme chegou aos cinemas no dia 7 de setembro de 2022.

## Transmissão
| País        | Emissora(s)                                             | Título      |
| ----------- | ------------------------------------------------------- | ----------- |
| Brasil      | TV Brasil                                               | Tromba Trem |
| Brasil      | TV Cultura                                              | Tromba Trem |
| Brasil      | TV Aparecida                                            | Tromba Trem |
| Brasil      | Cartoon Network                                         | Tromba Trem |
| Brasil      | - Boomerang - Tooncast - TV Rá Tim Bum - Disney Channel | Tromba Trem |
| Inglaterra  | Cake Entertainment                                      | Trunk Train |
| Argentina   | Tooncast Boomerang                                      | Trompa Tren |
| Paraguay    | Tooncast Boomerang                                      | Trompa Tren |
| Venezuela   | Tooncast Boomerang                                      | Trompa Tren |
| Uruguay     | Tooncast Boomerang                                      | Trompa Tren |
| Panamá      | Tooncast Boomerang                                      | Trompa Tren |
| México      | Tooncast Boomerang                                      | Trompa Tren |
| Bolivia     | Tooncast Boomerang                                      | Trompa Tren |
| Perú        | Tooncast Boomerang                                      | Trompa Tren |
| Puerto Rico | Tooncast Boomerang                                      | Trompa Tren |
| Colombia    | Tooncast Boomerang                                      | Trompa Tren |
| Honduras    | Tooncast Boomerang                                      | Trompa Tren |
| Ecuador     | Tooncast Boomerang                                      | Trompa Tren |
| Chile       | Tooncast Boomerang                                      | Trompa Tren |
| Costa Rica  | Tooncast Boomerang                                      | Trompa Tren |